# Magnolia wirginijska
Magnolia wirginijska, magnolia sina (Magnolia virginiana L.) – gatunek roślin z rodziny magnoliowatych. Występuje naturalnie w południowej, południowo-wschodniej oraz wschodniej części Stanów Zjednoczonych. Jest gatunkiem typowym dla swojego rodzaju. Epitet gatunkowy virginiana pochodzi od stanu Wirginia, gdzie między innymi występuje. Stosowany jako roślina ozdobna.

## Rozmieszczenie geograficzne
Rośnie naturalnie w południowej, południowo-wschodniej oraz wschodniej części Stanów Zjednoczonych – w Alabamie, Arkansas, Dystrykcie Kolumbii, Delaware, na Florydzie, w Georgii, Luizjanie, Massachusetts, Marylandzie, Missisipi, Północnej Karolinie, New Jersey, stanie Nowy Jork, Pensylwanii, Południowej Karolinie, Tennessee, Teksasie i Wirginii. Jest najbardziej rozprzestrzenionym gatunkiem magnolii we florze USA.  

## Morfologia

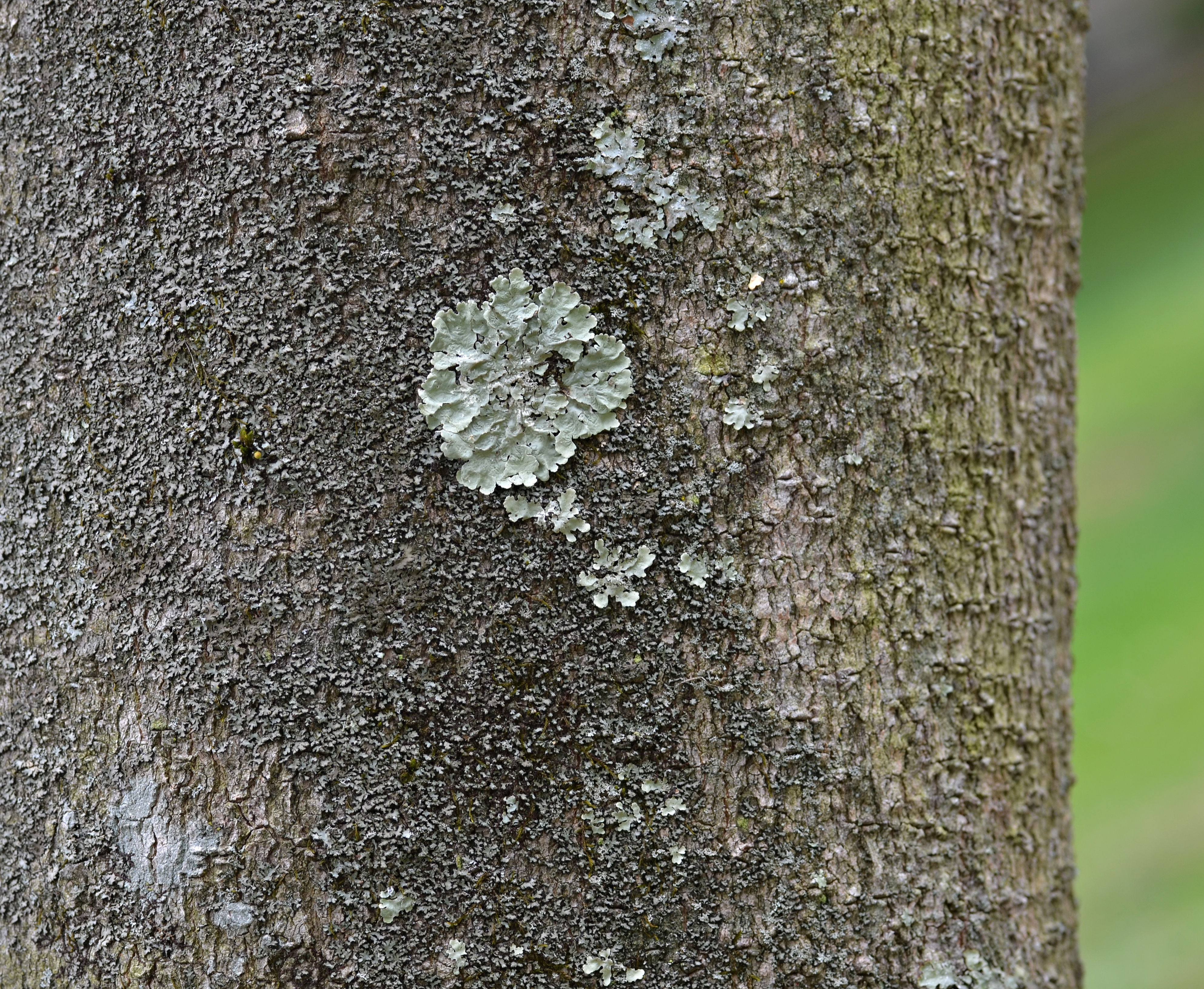
Kora

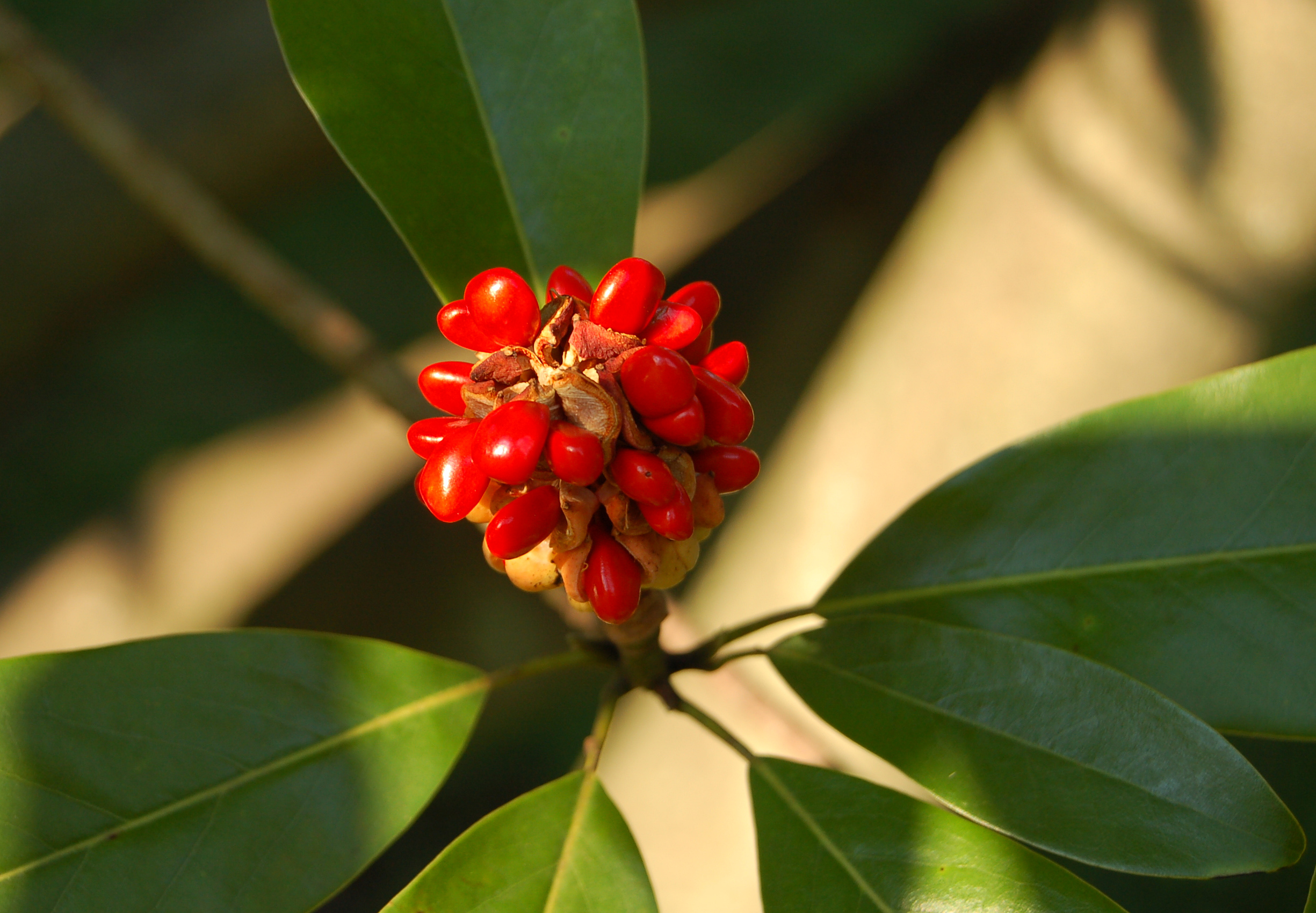
Owoce

PokrójZrzucające liście lub częściowo zimozielone niewielkie drzewo lub krzew dorastający do 10 m wysokości, wykształcający wiele pni (taką formę przybiera w północnej części zasięgu), lub zimozielone drzewo o pojedynczym pniu, do 28 m wysokości (zwykle w południowej części zasięgu). Kora jest ciemnoszara, gładka. Pędy i pąki liściowe są jedwabiście owłosione, czasem nagie, zielone. Największy okaz ma pień osiągający 1,4 m średnicy.
LiścieOdlegle skrętoległe – nie skupiają się na końcach pędów, jak u wielu magnolii. Przylistki długości 3 do 5,5 cm i szerokości do 0,5 cm są brozowawo owłosione i czerwono gruczołkowane. Blaszka liściowa jest nieco skórzasta, z wierzchu jasnozielona, nieco błyszcząca, od spodu mniej lub bardziej brązowo owłosiona lub naga, o barwie od kredowo białej do niebieskozielonej. Ma odwrotnie jajowaty, owalny lub eliptyczny kształt. Mierzy 6–22 cm długości oraz 2,5–7 cm szerokości, ma klinową nasadę i ostry lub krótko spiczasty wierzchołek, czasem tępy.
KwiatyPojedyncze, pachnące, o średnicy 5–8 cm, rozwijają się w kątach pędów. U nasady wsparte dwoma pochwiastymi przysadkami. Zewnętrzne listki okwiatu są silnie odwinięte, od spodu jedwabiście owłosione, zielonkawe. Wewnętrzne są niemal nagie, białokremowe, czerwonawo gruczołkowane, silnie wypukłe. Pręcików jest od 60 do 90 (rzadko od 32 do 102), o długości do 11 mm, ich nitki są białe. Owocolistków jest 19–33 (rzadko od 9 do 50).
OwoceMieszki o kształcie od elipsoidalnego do kulistego, nagie, zebrane w owoc zbiorowy o 2–5,5 cm długości i 1,5–3 cm szerokości. Nasiona kulistawe do soczewkowatych, o średnicy 5 mm, z czerwona osnówką.

## Biologia i ekologia
Rośnie na bagnach oraz wilgotnych sawannach, na terenach nizinnych. Występuje na rzędnych do 540 m n.p.m. i od 5. do 10. strefy mrozoodporności (starsze okazy są bardziej mrozoodporne). Preferuje stanowiska w pełnym nasłonecznieniu lub półcieniu. W centralnej części zasięgu, w rejonie Karoliny Północnej, występują obie formy wzrostowe i formy pośrednie. Na północ od tego obszaru dominują rośliny zrzucające liście o pokroju krzewiastym, na południe – wysokopienne i zimozielone drzewa. Kwiaty gatunku zawierają neolignany.
Kwitnie niemal całe lato – od czerwca i do sierpnia – rozwijają się sukcesywnie kolejne kwiaty. 

## Zmienność
W obrębie tego gatunku różni autorzy wyróżnili podgatunki i odmiany na bazie głównie różnic form wzrostowych, czasem wynajdując dodatkowe różnice morfologiczne (m.in. w budowie włosków). Według Flora of America różnice nie mają charakteru diagnostycznego, włoski nitkowate i taśmowate występują niezależnie od pozostałych cech. W publikacji tej uznaje się, że dotychczasowe diagnozy taksonów wenątrzgatunkowych nie mają znaczenia taksonomicznego. Według The Plant List akceptowana jest jedna odmiana:
- Magnolia virginiana var. australis Sarg.

Roślina wykorzystana jako macierzysta dla wielu odmian uprawnych. Tworzy mieszańce m.in. z magnolią parasolowatą M. tripetala (M. ×thompsoniana (Loudon) C. de Vos), z wielkokwiatową M. grandiflora (tzw. „mieszańce Freemana”) i szerokolistną (M. hypoleuca) (m.in. kultywar 'Nimbus').

## Zastosowanie
Niektóre plemiona indiańskie używały wywar z liści i kory tego drzewa jako halucynogen oraz w leczeniu przeziębień i w celach rozgrzewających. Na początku europejskiego osadnictwa w Ameryce Północnej gatunek zwany był „drzewem bobrowym” ze względu na stosowanie jego korzeni do wyrobu wnyków do łapania bobrów.
Gatunek jest szeroko rozpowszechniony jako roślina uprawna. Do Europy (najpierw do Anglii) wprowadzona została w 1688 roku (jako pierwsza magnolia sprowadzona do Europy) w ogrodach pałacu Fulham przez biskupa Londynu Henry'ego Comptona dzięki wskazówkom dostarczonym przez Johna Banistera. W warunkach polskich zalecana do uprawy w zachodniej części kraju.

## Uprawa
Wymaga stanowisk osłoniętych i wilgotnych, zwłaszcza za młodu w warunkach środkowoeuropejskich wymaga okrycia zimą.
Rozmnaża się z nasion (w Europie jednak rzadko owocuje) lub przez szczepienie.

## Zagrożenia i ochrona
W Pensylwanii i Tennessee ma status gatunku zagrożonego wyginięciem (ang. imperiled), natomiast w Marylandzie oraz stanie Nowy Jork jest krytycznie zagrożony (ang. critically imperiled).